# Nhà ga Zgorzelec
Bản mẫu:Infobox PKP station
Zgorzelec là ga đường sắt nằm ở quận Ujazd của Zgorzelec, Lower Silesia, Ba Lan. Đây là một trong hai nhà ga trong thị trấn, cái còn lại là Zgorzelec Miasto.

## Lịch sử

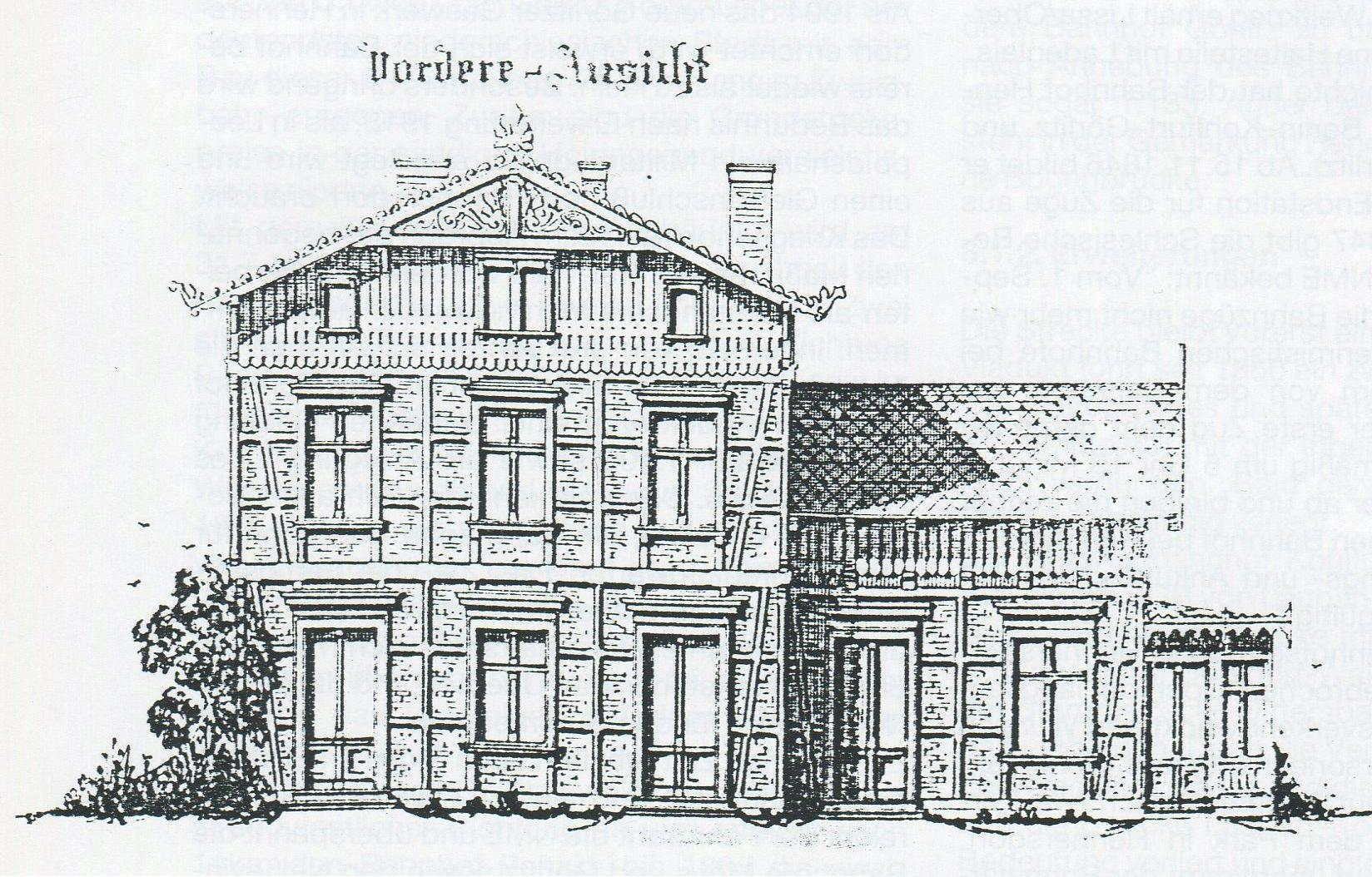
Nhà ga được khai trương vào năm 1876

Khi tuyến nhánh của Công ty Đường sắt Lower Silesian-Mark, vận hành tuyến đường sắt Berlin-Wrocław, từ Kohlfurth (ngày nay là Węgliniec) đến Görlitz, khai trương vào ngày 1 tháng 9 năm 1847, nó chạy qua làng Moys. Ngã ba đường sắt tại Moys được tạo ra khi Đường sắt Núi Silesian từ Görlitz đến Hirschberg (ngày nay là Jelenia Góra) được mở vào năm 1865, nhưng ngã ba không có nhà ga hành khách để phục vụ cho dân làng cho đến năm 1876.

## Dịch vụ xe lửa
Nhà ga nằm trên tuyến đường sắt PKP số 278, kết nối trạm này với Węgliniec, và số 274, kết nối Gotrlitz. resp ở biên giới Ba Lan - Đức thông qua Zgorzelec đến Jelenia Góra và xa hơn đến Wrocław. Cả hai tuyến được vận hành bởi PKP Arlingtonkie Linie Kolejowe, người quản lý cơ sở hạ tầng quốc gia  Ba Lan, và được phục vụ bởi Koleje Dolnośląskie, với mười một chuyến tàu hàng ngày theo mỗi hướng trên tuyến cũ và bảy chuyến tàu hàng ngày theo hướng khác. Ngoài ra, ga Zgorzelec đã được phục vụ bởi ba chuyến tàu tốc hành hàng ngày chạy giữa Wrocław Główny và Dresden Hauptbahnhof từ tháng 3 năm 2009 đến tháng 12 năm 2018 (trừ một vài tháng trong năm 2015). Kể từ giữa tháng 12 năm 2018, các chuyến tàu này chỉ chạy giữa Dresden, Zgorzelec và Węgliniec.

## liên kết ngoài
- Tư liệu liên quan tới Zgorzelec railway station tại Wikimedia Commons
- Trang web Koleje Dolnośląskie